# Korea International 1997
Die Korea International 1997 im Badminton fanden vom 3. bis zum 7. Dezember 1997 statt. Auf der IBF-Turnierskala erreichte es die Wertung A.

## Sieger und Platzierte
| Disziplin    | Gold                            | Silber                          | Bronze                             |
| ------------ | ------------------------------- | ------------------------------- | ---------------------------------- |
| Herreneinzel | Lee Tsuen Seng                  | Yap Yong Jyen                   | Boonsak Ponsana                    |
| Herreneinzel | Lee Tsuen Seng                  | Yap Yong Jyen                   | Siddharth Jain                     |
| Dameneinzel  | Ling Wan Ting                   | Louisa Koon Wai Chee            | Jun Jae-youn                       |
| Dameneinzel  | Ling Wan Ting                   | Louisa Koon Wai Chee            | Shin Ja-young                      |
| Herrendoppel | Cheah Soon Thoe Pang Cheh Chang | Jee Young-chul Lee Hyun-il      | Hiroshi Shimizu Hidetaka Yamada    |
| Herrendoppel | Cheah Soon Thoe Pang Cheh Chang | Jee Young-chul Lee Hyun-il      | Patrick Lau Kim Pong Tan Sian Peng |
| Damendoppel  | Jun Woul-sik Lee Hyo-jung       | Choi Young-eun Lee Ji-sun       | Jun Jae-youn Park Hyo-sun          |
| Damendoppel  | Jun Woul-sik Lee Hyo-jung       | Choi Young-eun Lee Ji-sun       | Louisa Koon Wai Chee Ling Wan Ting |
| Mixed        | Choi Min-ho Lee Hyo-jung        | Norhasikin Amin Pang Cheh Chang | Lee Hyun-il Shin Ja-young          |
| Mixed        | Choi Min-ho Lee Hyo-jung        | Norhasikin Amin Pang Cheh Chang | Yang Chang-bong Joo Hyun-hee       |